# Nikki (littérature)
Pour les articles homonymes, voir Nikki.

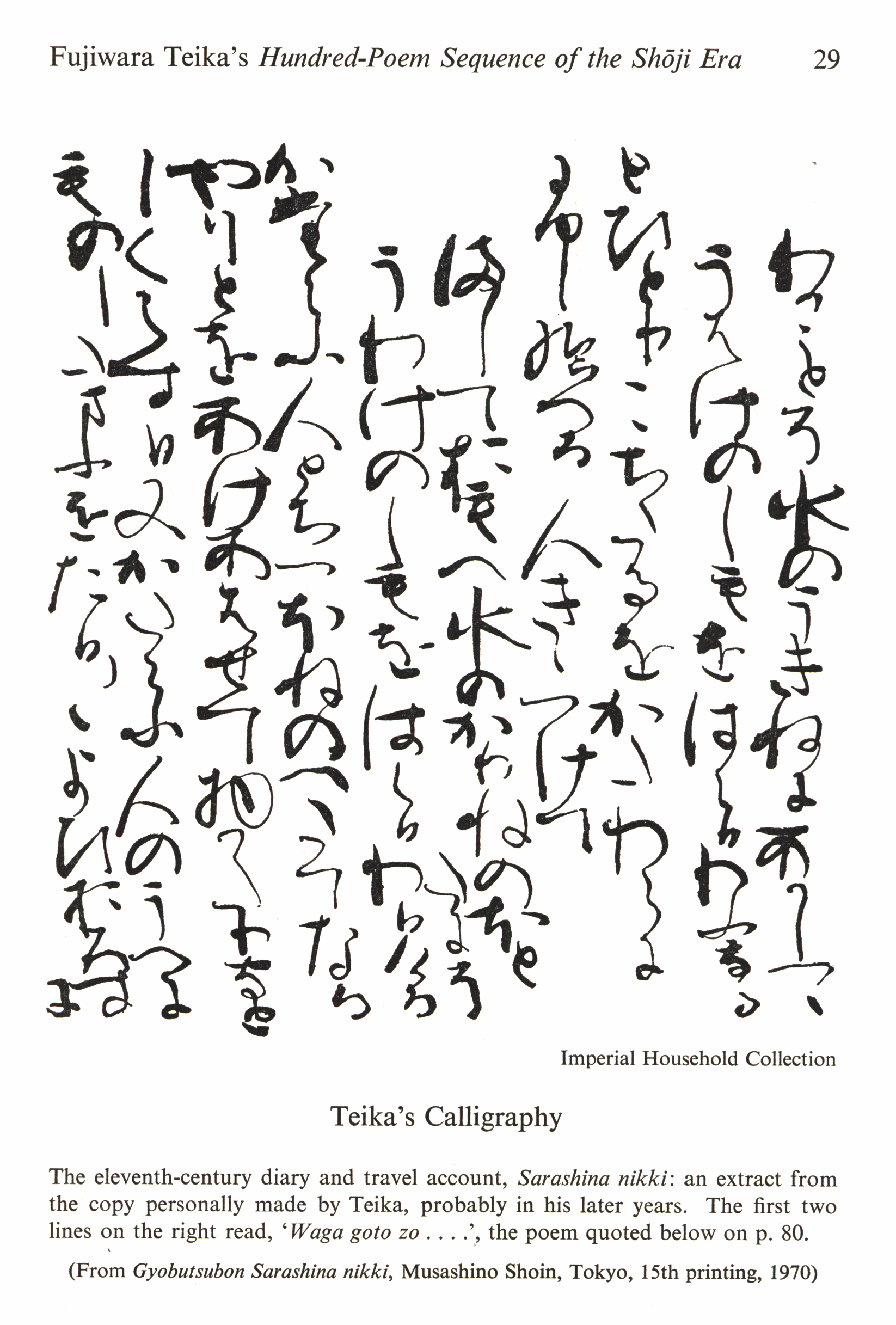
Page du Sarashina nikki (copie de Fujiwara no Teika au XIIIe siècle). Calligraphie kana.

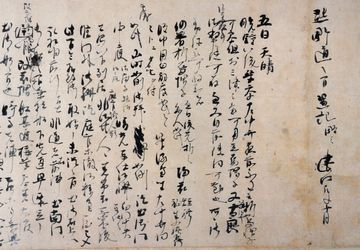
Journal de Fujiwara no Teika racontant la visite de l'empeure Go-Toba au Kumano sanzan. Calligraphie chinoise, 1201.

Le terme nikki (日記, ou niki), signifiant « journal » ou « note journalière », désigne au Japon plusieurs formes d’écrit à travers les siècles pouvant se rapprocher de journaux intimes, de notes administratives ou de recueils d’anecdotes et de poésie ; la dimension temporelle y est presque toujours présente. Ces journaux sont tenus suivant les époques par des catégories sociales variées (fonctionnaires, dames de la cour, aristocrates, guerriers...) et dans des optiques différentes. Originaire de Chine, le nikki connaît au Japon un développement fortement lié à la cour de Heian.
À l’époque de Heian se développe un genre littéraire particulier que les historiens nomment rétrospectivement nikki bungaku (« bungaku » signifiant « littérature »), et qui se rapporte la plupart du temps aux journaux en langue vernaculaire de femmes.

## Étymologie et origine
Nikki (日記), littéralement  « journal » ou « note journalière », est composé des kanjis 日 (nichi, ici ni, le jour) et 記 (ki, chronique, archive) ; le sens littéral est donc « jours gardés en mémoire ». Le terme est parfois romanisé en niki.
Le nikki ne désigne pas un genre littéraire très précis, mais au contraire plusieurs formes d’écrit mouvantes au cours de l’histoire du Japon. Toutefois, son origine renvoie aux journaux tenus quotidiennement par l’administration très centralisée et bureaucratique de l’Empire chinois ancien, dont les textes étaient écrits au fil des jours, mais pas toujours datés.

## Formes d’écrit
Le terme nikki désigne donc plusieurs formes d’écrits suivant les périodes, tel que détaillé ci-dessous.

### Journaux officiels et procès verbaux
L’usage de journaux officiels est attesté dans l’administration du Japon dès le début du IXe siècle : les fonctionnaires tenaient des notes au jour le jour des affaires administratives en caractères chinois (kanjis). Le journal du Daijō-daijin (ministère des Affaires suprême), nommé Geki nikki, aurait été utilisé comme archives historiques.
Un autre usage officiel fut celui des procès verbaux du bureau de Police (Kebiishi-chū), nommés également nikki, dans lequel les officiers notaient les rapports d’interrogatoires et d’enquêtes. Des procès verbaux étaient aussi décernés lors des concours de poésie à la cour (uta awase).

### Nikki bungakuou littérature denikki

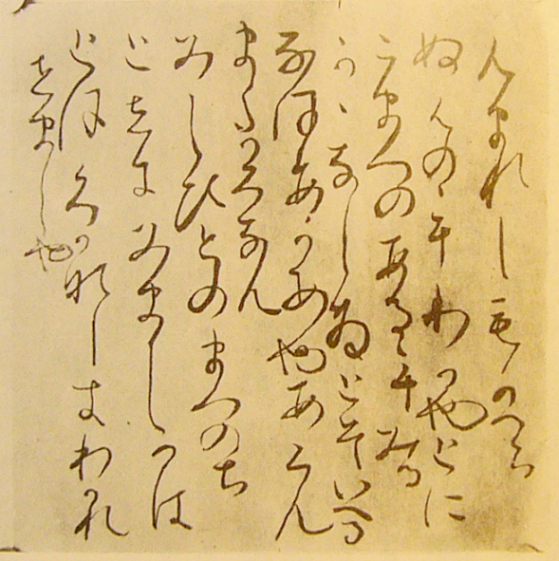
Tosa nikki de Ki no Tsurayuki (copie de Fujiwara no Teika au XIIIe siècle).

Vers le Xe siècle, un nouveau genre littéraire japonais apparaît : il s’agit de recueils proches des journaux intimes tenus par les classes instruites. Le premier exemplaire du genre est le Tosa nikki (935) de Ki no Tsurayuki, qui raconte son séjour à Kyōto (Heian), entrecoupé de poèmes waka et utilisant les caractères japonais kana. Toutefois, c’est parmi les dames de la cour de Heian que ce genre se développe et acquiert une identité propre entre le Xe et le XIIe siècle environ. En effet, à la cour de l’empereur, le chinois reste une matière prépondérante et tout homme instruit l’étudie dès le plus jeune âge, que ce soit pour la calligraphie ou la composition de poèmes aux codes très stricts. En revanche, les femmes n’y sont que rarement initiées, si bien que le développement vers le IXe siècle d’un syllabaire japonais plus simple nommé kana leur donne plus largement accès à la voie des lettres. Cela permet l’apparition d’une réelle littérature nationale très variée, que ce soit poésie, romans (monogatari), et donc les nikki qui portent alors sur les anecdotes de la vie à la cour, ou bien un événement particulier comme un voyage. Il convient de noter que le Tosa nikki, bien qu’écrit par un homme, adopte le point de vue d’un personnage fictif féminin, afin de renforcer la délicatesse des sentiments.
Dans ce contexte, les principales influences du nikki demeurent la poésie waka et les contes poétiques (uta monogatari), tels que les Contes d’Ise (Xe). Au nombre des journaux les plus célèbres de nos jours figurent par exemple le Kagerō Nikki (sur le mariage malheureux de l’auteur), le Takemitsu nikki (principalement de la poésie), le Murasaki Shikibu nikki (recueil d’anecdotes et de réflexions sur la vie au palais), l’Izumi Shikibu nikki (sur la romance de l’auteur avec un prince, émaillé de nombreux poèmes mélancoliques), le Towazugatari (également sur la vie à la cour), ou encore le Sarashina nikki (œuvre inédite abordant tous les thèmes et rédigée durant 39 ans). Tous ces journaux sont l’œuvre de dames de la cour et adoptent une forme proche de l’écrit intime, bien qu’il s’agisse plus généralement de mémoires, d’anecdotes, de recueils de poèmes, de lettres ou de réflexions personnelles. Le fameux Murasaki Shikibu nikki (tenu par Murasaki Shikibu, auteur du Dit du Genji) contient par exemple de nombreuses anecdotes et réflexions sur la vie au palais, la fuite du temps ou le manque de manières des hommes.
Le concept de « littérature de nikki » (nikki bungaku) n’apparaît que bien plus tard parmi les spécialistes, au XXe siècle. Au sens le plus strict, il ne s’agit que des journaux féminins tenus aux époques de Heian et de Kamakura ; S. Katō ou J. S. Mostow définissent ainsi ces nikki rédigés en prose et en kana comme une spécificité des dames de la noblesse (en opposition aux écrits en chinois ou en vers des hommes),. Plusieurs catégories peuvent être identifiées : les carnets de voyage, les autobiographies, les recueils de poésie et d’anecdotes, les notes et essais, et enfin les récits consacrés à un événement particulier. Souvent, des caractéristiques communes à tous les nikki ressortent, selon E. Miner : l’insertion de poèmes, un découpage temporel libre (non au jour le jour), mais chronologique, et un style raffiné ; la nature autobiographique apparaît également prépondérante : le journal porte sur son auteur plus que tout autre (l’étude du journal de Murasaki Shikibu permet par exemple de montrer le caractère perspicace, mais solitaire, de son auteur). Toutefois, ce genre littéraire n’est pas à proprement parler bien défini, et des œuvres plus tardives comme l’Izayoi nikki (1280) ou La Sente étroite du Bout-du-Monde (1702) de Bashō peuvent également s’en rapprocher par plusieurs aspects.

### Notes journalières

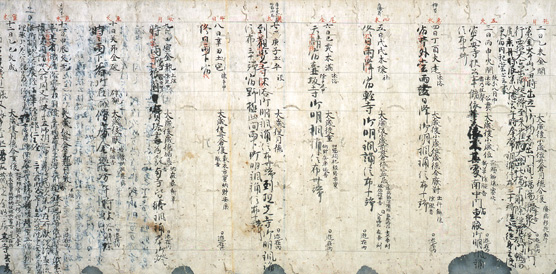
Le journal de Fujiwara no Michinaga (Midō kanpakuki), rédigé entre 998 et 1021. Michinaga comptait alors parmi les personnes les plus influentes à la cour de Heian.

## Historiographie

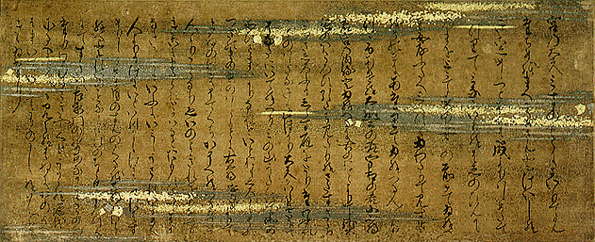
Détail des calligraphies kana du Murasaki Shikibu nikki emaki, réalisées sur papier décoré de poudre d’or.